# Seba Carrasco
Sebastián "Seba" Carrasco (Ancud, 11 de enero de 2000) es un jugador de baloncesto chileno que actualmente juega en Gimnasia y Esgrima de Comodoro Rivadavia de la Liga Nacional de Básquet, habiendo representado también a su país en las selecciones menores y en la selección adulta.

## Carrera

### Inicios
Formado en la Asociación de Básquetbol Ancud desde el año 2012, destaca con sus números en la final nacional escolar Sub-14 disputada en Concepción en 2013.[cita requerida]

### ABA Ancud
Sus buenas actuaciones en la Copa Navidad, con solo 14 años, lo llevan a hacer la transición al plantel adulto de Ancud con sus escasos 15 años.
En 2016 continúa destacando en la Liga Saesa 2016, donde sería clave para su carrera el torneo de San Felipe, instancia en la cual superaría los 30 puntos jugando por el Club de Deportes Green Cross Antofagasta frente a la Selección de baloncesto de Chile Sub-16. De ahí en más sería pieza fija de las selecciones menores de Chile en torneos Sudamericanos y Premundiales.  
En la Liga Nacional de Básquetbol de Chile mejora su rol pasando la barrera de los 100 puntos en la temporada.

### Universidad de Concepción
En 2018 ingresó como estudiante de kinesiología a la Universidad de Concepción, haciendo también su ingreso al plantel profesional del club de básquetbol de la casa de estudios penquista.
Debutó con su nuevo equipo en la Liga Nacional de Básquetbol de Chile el 29 de septiembre de 2018, cuando su equipo venció a Los Leones de Quilpué. Carrasco tiene ya 184 partidos en competición profesional por el CD UdeC, superando recientemente la barrera de los 700 puntos por LNB con la tricota auricielo.
En la temporada 2022 fue galardonado como el MVP del cuadrangular final de la Copa Chile Mundo by Cecinas Llanquihue, donde su equipo se coronó campeón. También fue vital en la final del torneo organizado por la Asociación Deportiva de la Educación Superior, Adesup, del año 2022, al anotar 45 puntos en el partido que ganaron en la casa de la Universidad Andrés Bello.
En lo que se refiere al campo internacional, tuvo una soberbia actuación al ser el máximo anotador del partido clave de su equipo ante Club Atlético Obras Sanitarias de la Nación, lo que le valió ser denominado el MVP del match correspondiente a la Liga de Campeones de Baloncesto de las Américas, obteniendo el Club Deportivo Universidad de Concepción (baloncesto) una inédita clasificación a cuartos de final del evento.
El 8 de julio de 2025 se despide de la organización luego de 7 años.

### Gimnasia y Esgrima de Comodoro Rivadavia
El 24 de julio de 2025 se confirma su desembarco en Gimnasia y Esgrima de Comodoro Rivadavia de la Liga Nacional de Básquet de Argentina, siendo su primera experiencia en el extranjero.

## Selección nacional
Carrasco disputó el Campeonato Sudamericano de Baloncesto Sub-17 de 2017, donde Chile se consagró campeón después de 79 años. Sus números en el torneo fueron 5,7 puntos, 1,7 rebotes y 1;3 asistencias por partido.
Al año siguiente estuvo presente en el Campeonato FIBA Américas Sub-18, certamen en el que Chile obtuvo la quinta ubicación. Sus números personales muestran un promedio de 6,8 puntos 3,2 rebotes y 2,8 asistencias por juego.

## Distinciones
- Campeón Libsur 2009[cita requerida]
- Campeón Nacional Escolar 2014[cita requerida]
- Campeón Sudamericano Sub-17 (2017, Lima)
- Campeón Juegos de La Araucanía (2017, Chubut) [cita requerida]
- Campeón LNB 2021 y 2022
- Campeón Supercopa 2021 y 2022
- Campeón Copa Chile 2022
- MVP Cuadrangular Final Copa Chile 2022
- MVP Game 8 BCLA Zona D 2022-23, Obras Sanitarias vs CD UdeC